# Ilhas Virgens Americanas nos Jogos Olímpicos de Verão de 1996
As Ilhas Virgens Americanas participaram dos Jogos Olímpicos de Verão de 1996 em Atlanta, Estados Unidos.